# Valence (chemie)
Jako valence (též valenční číslo nebo mocenství) se v chemii označuje počet chemických vazeb tvořených atomem daného chemického prvku.
Valence je latinského původu, valentie znamená síla, kapacita. V chemii se začala používat již v roce 1425 a znamenala extrakt, příprava. V roce 1884 je zaznamenaná v němčině jako valenzu s chemickým významem: kombinační síla prvku. Tato kombinační síla byla později nazývána kvantivity nebo americkými chemiky valence.
Koncept valence zavedl v roce 1852 anglický chemik Sir Edward Frankland. Během minulého století se koncept valence vyvinul do řady popisů chemické vazby, například Lewisových struktur (1916), teorie valenčních vazeb (1927), teorie molekulových orbitalů (1928), teorie odpuzování elektronových párů valenční slupky (1958) a teorie kvantové chemie.

## Definice valence
Pojem valence prošel během historie chemie dlouhým vývojem a i v současnosti existuje několik definicí:
- Valence je počet elektronů ve valenční slupce volného atomu, tedy počet volných elektronů v atomu nebo molekule.

- Maximální počet jednovalentních atomů (původně atomů vodíku nebo chloru), které se mohou kombinovat s atomem uvažované částice nebo kterými může být atom tohoto prvku nahrazen.
- Počet atomů vodíku, které se mohou kombinovat s prvkem v binárním hydridu nebo dvojnásobek počtu atomů kyslíku v kombinaci s prvkem v jeho oxidech.

## Popis valence
Valenční slupka atomu je obsazena elektrony a právě tyto elektrony jsou zodpovědné za valenci - interakci atomů a tvorbu chemických vazeb. Atomy hlavních skupin se snaží dosáhnout stabilního oktetu 8 valenčních elektronů, tedy plně obsazené valenční slupky, tak jak ji mají obsazenu prvky osmé skupiny (netečné, inertní nebo vzácné plyny). U prvků v hlavních skupinách periodické tabulky se valence může pohybovat mezi 1 a 7.
Valence prvku je měřítkem jeho schopnosti kombinovat se s jinými prvky, pokud tvoří chemické sloučeniny nebo molekuly. Schopnost kombinace daného prvku je určena počtem atomů vodíku, se kterými se může kombinovat. Například v chloridu fosforečném PCl5 má fosfor valenci 5, v methanu CH4 má uhlík valenci 4, v amoniaku NH3 má dusík valenci 3, ve vodě H2O má kyslík valenci 2 a v chlorovodíku HCl má chlor valenci 1. Další příklady valencí prvků jsou uvedeny v tabulkách.
| Sloučenina | H2 Vodík   | CH4 Methan            | C3H8 Propan           | C2H2 Acetylen         |
| Valencie   | - Vodík: 1 | - Uhlík: 4 - Vodík: 1 | - Uhlík: 4 - Vodík: 1 | - Uhlík: 4 - Vodík: 1 |

| Sloučenina | NH3 Amoniak           | NaCN Kyanid sodný                | H2S Sulfan           | H2SO4 Kyselina sírová            |
| Valence    | - Dusík: 3 - Vodík: 1 | - Sodík: 1 - Uhlík: 4 - Dusík: 3 | - Síra: 2 - Vodík: 1 | - Síra: 6 - Kyslík: 2 - Vodík: 1 |

## Valence a oxidační číslo
Oxidační číslo atomu v molekule udává počet valenčních elektronů, které získal nebo ztratil. Na rozdíl od valenčního čísla může být oxidační číslo kladné (pro elektropozitivní atom) nebo záporné (pro elektronegativní atom).
| Sloučenina         | Vzorec | Valence            | Oxidační číslo        |
| ------------------ | ------ | ------------------ | --------------------- |
| Chlorovodík        | HCl    | H = 1 Cl = 1       | H = +1 Cl = −1        |
| Kyselina chloristá | HClO4  | H = 1 Cl = 7 O = 2 | H = +1 Cl = +7 O = −2 |
| Hydrid sodný       | NaH    | Na = 1 H = 1       | Na = +1 H = −1        |
| Oxid železnatý     | FeO    | Fe = 2 O = 2       | Fe = +2 O = −2        |
| Oxid železitý      | Fe2O3  | Fe = 3 O = 2       | Fe = +3 O = −2        |